# Албрехт I фон Кефернбург-Вие и Рабенсвалд
Албрехт I фон Кефернбург (на немски: Albrecht I, Graf von Käfernburg, Wiehe, & Rabenswald; † 11 януари/сл. 27 юли 1255/1259) е граф на Кефернбург-Вие-Рабенсвалд в Тюрингия.
Той е вторият син на граф Гюнтер III фон Шварцбург-Кефернбург († 1223) и съпругата му Дитбург фон Анхалт († 1228), дъщеря на граф Зигмунд фон Анхалт и Амалия фон Хенеберг; или дъщеря на княз Албрехт VI фон Анхалт-Кьотен († 1423) и Елизабет фон Кверфурт († 1452). Брат е на Гюнтер IV († 1268/1269), граф на Кефернбург.
През 1227 г. граф Алберт I фон Кевернбург чрез подялбата на наследството получава резиденцията Вие.
През 1233 г. той построява замък Рабенсвалд, под замък Вие в Рабенсвалд, и се мести там.
Със смъртта на син му граф Фридрих фон Рабенсвалд († 1312) мъжката линия на графовете фон Рабенсвалде-Вие изчезва. Графството Рабенсвалде е дадено на графовете на Графство Ваймар-Орламюнде.

## Деца
Албрехт I фон Кефернбург се жени за жена с неизвестно име и има децата: 
- Фридрих фон Кефернбург-Вие и Рабенсвалд († 11 август 1312), женен пр. 8 юли 1280 г. за Елизабет фон Мансфелд († сл. 3 юни 1320)
- Бертолд II граф фон Шварцбург-Рабенсвалд и Хардег († 7 август 1312),]] бургграф на Знайм, женен 1277/пр. 5 декември 1278 г. за Вилибирг фон Хелфенщайн († 27 август 1314)
- Гизела фон Рабенсвалд († сл. 17 юли 1278), наследничка на Хардег, омъжена пр. 25 юли 1273 г. за бургграф Бурхард VI (X) фон Кверфурт († сл. 1273/1278)
- Албрехт II фон Вие и Рабенсвалд († сл. 1283)
- Гунтер фон Кафернбург († сл. 1270)